# Список астероїдів (180701—180800)
| Назва               | Тимчасове позначення | Дата відкриття  | Місце відкриття             | Відкривач                   |
| ------------------- | -------------------- | --------------- | --------------------------- | --------------------------- |
| (180701) 2004 HQ44  | 2004 HQ44            | 21 квітня 2004  | Сокорро (Нью-Мексико)       | LINEAR                      |
| (180702) 2004 HX45  | 2004 HX45            | 21 квітня 2004  | Сокорро (Нью-Мексико)       | LINEAR                      |
| (180703) 2004 HW46  | 2004 HW46            | 22 квітня 2004  | Сокорро (Нью-Мексико)       | LINEAR                      |
| (180704) 2004 HM48  | 2004 HM48            | 22 квітня 2004  | Обсерваторія Сайдинг-Спрінг | Обсерваторія Сайдинг-Спрінг |
| (180705) 2004 HA50  | 2004 HA50            | 23 квітня 2004  | Обсерваторія Кітт-Пік       | Spacewatch                  |
| (180706) 2004 HJ50  | 2004 HJ50            | 23 квітня 2004  | Каталінський огляд          | Каталінський огляд          |
| (180707) 2004 HK50  | 2004 HK50            | 23 квітня 2004  | Каталінський огляд          | Каталінський огляд          |
| (180708) 2004 HD51  | 2004 HD51            | 23 квітня 2004  | Обсерваторія Сайдинг-Спрінг | Обсерваторія Сайдинг-Спрінг |
| (180709) 2004 HA62  | 2004 HA62            | 26 квітня 2004  | Обсерваторія Кітт-Пік       | Spacewatch                  |
| (180710) 2004 HE67  | 2004 HE67            | 21 квітня 2004  | Обсерваторія Кітт-Пік       | Spacewatch                  |
| (180711) 2004 HF78  | 2004 HF78            | 21 квітня 2004  | Обсерваторія Кітт-Пік       | Spacewatch                  |
| (180712) 2004 HL78  | 2004 HL78            | 21 квітня 2004  | Обсерваторія Кітт-Пік       | Spacewatch                  |
| (180713) 2004 JM5   | 2004 JM5             | 10 травня 2004  | Каталінський огляд          | Каталінський огляд          |
| (180714) 2004 JS9   | 2004 JS9             | 13 травня 2004  | Обсерваторія Кітт-Пік       | Spacewatch                  |
| (180715) 2004 JN11  | 2004 JN11            | 13 травня 2004  | Станція Андерсон-Меса       | LONEOS                      |
| (180716) 2004 JH12  | 2004 JH12            | 13 травня 2004  | Паломарська обсерваторія    | NEAT                        |
| (180717) 2004 JP17  | 2004 JP17            | 12 травня 2004  | Обсерваторія Сайдинг-Спрінг | Обсерваторія Сайдинг-Спрінг |
| (180718) 2004 JD20  | 2004 JD20            | 14 травня 2004  | Каталінський огляд          | Каталінський огляд          |
| (180719) 2004 JR21  | 2004 JR21            | 9 травня 2004   | Обсерваторія Кітт-Пік       | Spacewatch                  |
| (180720) 2004 JM22  | 2004 JM22            | 9 травня 2004   | Обсерваторія Кітт-Пік       | Spacewatch                  |
| (180721) 2004 JV22  | 2004 JV22            | 10 травня 2004  | Обсерваторія Галеакала      | NEAT                        |
| (180722) 2004 JC24  | 2004 JC24            | 15 травня 2004  | Сокорро (Нью-Мексико)       | LINEAR                      |
| (180723) 2004 JG25  | 2004 JG25            | 15 травня 2004  | Сокорро (Нью-Мексико)       | LINEAR                      |
| (180724) 2004 JU25  | 2004 JU25            | 15 травня 2004  | Сокорро (Нью-Мексико)       | LINEAR                      |
| (180725) 2004 JA26  | 2004 JA26            | 15 травня 2004  | Сокорро (Нью-Мексико)       | LINEAR                      |
| (180726) 2004 JM26  | 2004 JM26            | 15 травня 2004  | Сокорро (Нью-Мексико)       | LINEAR                      |
| (180727) 2004 JT26  | 2004 JT26            | 15 травня 2004  | Сокорро (Нью-Мексико)       | LINEAR                      |
| (180728) 2004 JM27  | 2004 JM27            | 15 травня 2004  | Сокорро (Нью-Мексико)       | LINEAR                      |
| (180729) 2004 JE32  | 2004 JE32            | 13 травня 2004  | Станція Андерсон-Меса       | LONEOS                      |
| (180730) 2004 JG33  | 2004 JG33            | 15 травня 2004  | Сокорро (Нью-Мексико)       | LINEAR                      |
| (180731) 2004 JW35  | 2004 JW35            | 13 травня 2004  | Обсерваторія Столова Гора   | Дж. Янґ                     |
| (180732) 2004 JU40  | 2004 JU40            | 14 травня 2004  | Обсерваторія Кітт-Пік       | Spacewatch                  |
| (180733) 2004 JH42  | 2004 JH42            | 15 травня 2004  | Обсерваторія Джорджа        | Обсерваторія Джорджа        |
| (180734) 2004 JE44  | 2004 JE44            | 12 травня 2004  | Станція Андерсон-Меса       | LONEOS                      |
| (180735) 2004 JF44  | 2004 JF44            | 12 травня 2004  | Станція Андерсон-Меса       | LONEOS                      |
| (180736) 2004 JG45  | 2004 JG45            | 12 травня 2004  | Обсерваторія Ґудрайк-Піґотт | Обсерваторія Ґудрайк-Піґотт |
| (180737) 2004 JH55  | 2004 JH55            | 10 травня 2004  | Обсерваторія Кітт-Пік       | Spacewatch                  |
| (180738) 2004 KW3   | 2004 KW3             | 16 травня 2004  | Сокорро (Нью-Мексико)       | LINEAR                      |
| 180739 Barbet       | 2004 KX7             | 19 травня 2004  | Обсерваторія Сен-Сюльпіс    | Бернар Крістоф              |
| (180740) 2004 KB14  | 2004 KB14            | 22 травня 2004  | Каталінський огляд          | Каталінський огляд          |
| (180741) 2004 KL16  | 2004 KL16            | 27 травня 2004  | Обсерваторія Тенаґра        | Обсерваторія Тенаґра-2      |
| (180742) 2004 LL2   | 2004 LL2             | 6 червня 2004   | Каталінський огляд          | Каталінський огляд          |
| (180743) 2004 LR3   | 2004 LR3             | 11 червня 2004  | Паломарська обсерваторія    | NEAT                        |
| (180744) 2004 LM4   | 2004 LM4             | 11 червня 2004  | Сокорро (Нью-Мексико)       | LINEAR                      |
| (180745) 2004 LK7   | 2004 LK7             | 11 червня 2004  | Сокорро (Нью-Мексико)       | LINEAR                      |
| (180746) 2004 LA11  | 2004 LA11            | 10 червня 2004  | Станція Кампо Імператоре    | CINEOS                      |
| (180747) 2004 LU14  | 2004 LU14            | 11 червня 2004  | Обсерваторія Кітт-Пік       | Spacewatch                  |
| (180748) 2004 LB16  | 2004 LB16            | 12 червня 2004  | Сокорро (Нью-Мексико)       | LINEAR                      |
| (180749) 2004 LT16  | 2004 LT16            | 14 червня 2004  | Сокорро (Нью-Мексико)       | LINEAR                      |
| (180750) 2004 LG21  | 2004 LG21            | 12 червня 2004  | Сокорро (Нью-Мексико)       | LINEAR                      |
| (180751) 2004 LR26  | 2004 LR26            | 12 червня 2004  | Сокорро (Нью-Мексико)       | LINEAR                      |
| (180752) 2004 NF    | 2004 NF              | 8 липня 2004    | Обсерваторія Ріді-Крик      | Джон Бротон                 |
| (180753) 2004 NY14  | 2004 NY14            | 11 липня 2004   | Сокорро (Нью-Мексико)       | LINEAR                      |
| (180754) 2004 NK27  | 2004 NK27            | 11 липня 2004   | Сокорро (Нью-Мексико)       | LINEAR                      |
| (180755) 2004 NC29  | 2004 NC29            | 14 липня 2004   | Сокорро (Нью-Мексико)       | LINEAR                      |
| (180756) 2004 NF30  | 2004 NF30            | 15 липня 2004   | Обсерваторія Сайдинг-Спрінг | Обсерваторія Сайдинг-Спрінг |
| (180757) 2004 NE33  | 2004 NE33            | 14 липня 2004   | Обсерваторія Сайдинг-Спрінг | Обсерваторія Сайдинг-Спрінг |
| (180758) 2004 OF2   | 2004 OF2             | 16 липня 2004   | Сокорро (Нью-Мексико)       | LINEAR                      |
| (180759) 2004 OQ5   | 2004 OQ5             | 18 липня 2004   | Сокорро (Нью-Мексико)       | LINEAR                      |
| (180760) 2004 OV5   | 2004 OV5             | 18 липня 2004   | Обсерваторія Ріді-Крик      | Джон Бротон                 |
| (180761) 2004 OK6   | 2004 OK6             | 16 липня 2004   | Сокорро (Нью-Мексико)       | LINEAR                      |
| (180762) 2004 PC14  | 2004 PC14            | 7 серпня 2004   | Паломарська обсерваторія    | NEAT                        |
| (180763) 2004 PA15  | 2004 PA15            | 7 серпня 2004   | Паломарська обсерваторія    | NEAT                        |
| (180764) 2004 PO16  | 2004 PO16            | 7 серпня 2004   | Паломарська обсерваторія    | NEAT                        |
| (180765) 2004 PJ18  | 2004 PJ18            | 8 серпня 2004   | Станція Андерсон-Меса       | LONEOS                      |
| (180766) 2004 PN22  | 2004 PN22            | 8 серпня 2004   | Сокорро (Нью-Мексико)       | LINEAR                      |
| (180767) 2004 PC36  | 2004 PC36            | 8 серпня 2004   | Станція Кампо Імператоре    | CINEOS                      |
| (180768) 2004 PK54  | 2004 PK54            | 8 серпня 2004   | Станція Андерсон-Меса       | LONEOS                      |
| (180769) 2004 PE58  | 2004 PE58            | 9 серпня 2004   | Сокорро (Нью-Мексико)       | LINEAR                      |
| (180770) 2004 PQ63  | 2004 PQ63            | 10 серпня 2004  | Сокорро (Нью-Мексико)       | LINEAR                      |
| (180771) 2004 PZ73  | 2004 PZ73            | 8 серпня 2004   | Сокорро (Нью-Мексико)       | LINEAR                      |
| (180772) 2004 PZ81  | 2004 PZ81            | 10 серпня 2004  | Станція Андерсон-Меса       | LONEOS                      |
| (180773) 2004 PB105 | 2004 PB105           | 12 серпня 2004  | Паломарська обсерваторія    | NEAT                        |
| (180774) 2004 QB1   | 2004 QB1             | 17 серпня 2004  | Сокорро (Нью-Мексико)       | LINEAR                      |
| (180775) 2004 QP8   | 2004 QP8             | 16 серпня 2004  | Обсерваторія Сайдинг-Спрінг | Обсерваторія Сайдинг-Спрінг |
| (180776) 2004 QY10  | 2004 QY10            | 21 серпня 2004  | Обсерваторія Сайдинг-Спрінг | Обсерваторія Сайдинг-Спрінг |
| (180777) 2004 QU25  | 2004 QU25            | 27 серпня 2004  | Станція Андерсон-Меса       | LONEOS                      |
| (180778) 2004 RN16  | 2004 RN16            | 7 вересня 2004  | Сокорро (Нью-Мексико)       | LINEAR                      |
| (180779) 2004 RZ30  | 2004 RZ30            | 7 вересня 2004  | Сокорро (Нью-Мексико)       | LINEAR                      |
| (180780) 2004 RY48  | 2004 RY48            | 8 вересня 2004  | Сокорро (Нью-Мексико)       | LINEAR                      |
| (180781) 2004 RU54  | 2004 RU54            | 8 вересня 2004  | Сокорро (Нью-Мексико)       | LINEAR                      |
| (180782) 2004 RH139 | 2004 RH139           | 8 вересня 2004  | Сокорро (Нью-Мексико)       | LINEAR                      |
| (180783) 2004 RK146 | 2004 RK146           | 9 вересня 2004  | Сокорро (Нью-Мексико)       | LINEAR                      |
| (180784) 2004 RB152 | 2004 RB152           | 10 вересня 2004 | Сокорро (Нью-Мексико)       | LINEAR                      |
| (180785) 2004 RE152 | 2004 RE152           | 10 вересня 2004 | Сокорро (Нью-Мексико)       | LINEAR                      |
| (180786) 2004 RO182 | 2004 RO182           | 10 вересня 2004 | Сокорро (Нью-Мексико)       | LINEAR                      |
| (180787) 2004 RY189 | 2004 RY189           | 10 вересня 2004 | Сокорро (Нью-Мексико)       | LINEAR                      |
| (180788) 2004 RF195 | 2004 RF195           | 10 вересня 2004 | Сокорро (Нью-Мексико)       | LINEAR                      |
| (180789) 2004 RU216 | 2004 RU216           | 11 вересня 2004 | Сокорро (Нью-Мексико)       | LINEAR                      |
| (180790) 2004 SX9   | 2004 SX9             | 16 вересня 2004 | Обсерваторія Сайдинг-Спрінг | Обсерваторія Сайдинг-Спрінг |
| (180791) 2004 SO18  | 2004 SO18            | 18 вересня 2004 | Сокорро (Нью-Мексико)       | LINEAR                      |
| (180792) 2004 TZ338 | 2004 TZ338           | 12 жовтня 2004  | Станція Андерсон-Меса       | LONEOS                      |
| (180793) 2004 XL23  | 2004 XL23            | 8 грудня 2004   | Сокорро (Нью-Мексико)       | LINEAR                      |
| (180794) 2004 XD101 | 2004 XD101           | 14 грудня 2004  | Сокорро (Нью-Мексико)       | LINEAR                      |
| (180795) 2004 YT4   | 2004 YT4             | 17 грудня 2004  | Станція Андерсон-Меса       | LONEOS                      |
| (180796) 2005 CB69  | 2005 CB69            | 14 лютого 2005  | Обсерваторія Ла-Сілья       | Андреа Боаттіні, Ганс Шолль |
| (180797) 2005 EM7   | 2005 EM7             | 1 березня 2005  | Обсерваторія Кітт-Пік       | Spacewatch                  |
| (180798) 2005 EP23  | 2005 EP23            | 3 березня 2005  | Каталінський огляд          | Каталінський огляд          |
| (180799) 2005 EZ34  | 2005 EZ34            | 3 березня 2005  | Обсерваторія Кітт-Пік       | Spacewatch                  |
| (180800) 2005 ER64  | 2005 ER64            | 4 березня 2005  | Обсерваторія Маунт-Леммон   | Обсерваторія Маунт-Леммон   |